# Regine Bonke
Regine Bonke  (* 6. Juni 1948 in Kiel) ist eine deutsche Objektkünstlerin. Sie ist eine Vertreterin der Konkret-Konstruktivistischen Kunst.

## Leben und Werk
Nach ihrem Abitur 1967 studierte Bonke bis 1972 Kunstpädagogik, Kunstgeschichte und Biologie u. a. an der Muthesius Kunsthochschule in Kiel und den Universitäten Kiel und Tübingen. Seit 1985 lebt sie als freischaffende Künstlerin in der Nähe von Lübeck.
Streng reduzierte Objekte und architekturbezogene Installationen bilden Bonkes Arbeitsschwerpunkt. Seit 1990 bestehen diese aus einem in diesem Zusammenhang ungewöhnlichen Material, nämlich aus handgeschöpftem Papier. Hinzu kommen Walzblei und Neonkonturen, seit 2003 zusätzlich auch Plexiglas, Corten-Stahl und andere Materialien. Zunehmend realisiert sie neben ihrer Ausstellungstätigkeit auch Kunst im öffentlichen Raum, wie z. B. 2001 die Großplastik im gotischen Burgkloster zu Lübeck.

„Bonke stellt die plastische Installation in den Mittelpunkt und verzichtet fast gänzlich auf andere künstlerische Medien. Eine Katharsis, die nicht nur zu überraschenden Resultaten führt, sondern vor allem auch die entscheidende Grundlage bildet für die Annäherung an das in der Zahlenkonstellation wie in der Geometrie zum Ausdruck kommende, voraussetzungslose und ungebundene, reine Denken.

Dem riesigen, im Innenhof des Burgklosters zu Lübeck gezeigten „Blauen Quadrat“ aus dem Jahre 2001 mag in diesem Zusammenhang paradigmatische Bedeutung zukommen. Es zeigt eine sich selbst genügende Form, die so platziert wurde, dass sie die vorgefundene Architektur nachgeordnet erscheinen lässt und alles körperlich Schwere und Lastende zu Gunsten einer sphärischen Entrücktheit überwindet, so als handele es sich um die Manifestierung einer die Wirklichkeit durchdringenden Idee, in Relation zwischen sinnlicher Erscheinung und dessen innerem Wesen.“

2001 wurde Bonke für den Daniel-Henry-Kahnweiler-Preis, 2008 für den Kunstpreis des Landes Schleswig-Holstein nominiert. 2007 und 2010 war sie Preisträgerin des Gabriele Münter Preises, In den letzten Jahren spielte auch die Photographie in der Serie der „Nachbilder“ eine größer werdende Rolle. 2009 entstand das erste virtuelle Objekt.
Im Februar 2014 wurde Regine Bonke im Rahmen der 60. Landesschau im Landesmuseum auf Schloss Gottorf mit dem Kunstpreis des BBK Schleswig-Holstein ausgezeichnet.

## Ausstellungen
(seit 1985 ca. 220 Ausstellungen im In- und Ausland, kleine Auswahl seit 2001)
[E] = Einzelausstellung, (K) = Katalog
- 2024  Hauptkirche Sankt Katharinen, Hamburg
- 2018  Kunsthalle St. Annen (K) Museumsquartier, Lübeck
- 2017  64. Landesschau schleswig-holsteinischer Künstler (K) – Nordfriesland Museum – Nissenhaus, Husum
- 2017  Glaube.Orte.Kunst.- „nicht notwendig, sondern frei“ schleswig-holsteinische Kunst der Moderne im Weichbild der Reformation (K) – Richard Haizmann Museum, Niebüll
- 2017  Künstlerbücher für Alles (K) Zentrum für Künstlerpublikationen – Weserburg, Bremen
- 2016  63. Landesschau schleswig-holsteinischer Künstler (K) – Stadtgalerie Kiel
- 2016  Kunsthalle St. Annen (K), Museumsquartier, Lübeck
- 2015  „entgrenzt“ – Sammlungspräsentation (K) – Sparkassenstiftung Schleswig-Holstein, Kiel
- 2014  „Feldforschung“ | Landesschaukunstpreis (K) [E] – Brunswiker Pavillon, Kiel
- 2014  „Wenn wir könnten, wie wir wollten“ | 20 Jahre Kunst im öffentl. Raum – Brunswiker Pavillon, Kiel
- 2013  „Blick zurück und voraus“ (K) – 20 Jahre Forum Konkrete Kunst, Erfurt
- 2013  „Grenzlandausstellung“ (K) – Sønderjyllandshallen, Apenrade (DK)
- 2012  „Vom Denken im Raum“ [E] – konkrete Papierobjekte – Angermuseum Erfurt
- 2012  „Die Rationale III“ – Raum und Bau (K) Architektur und Konkrete Kunst, Frauenmuseum Bonn
- 2011  „Aletheia“ – konkrete Papierobjekte (K) [E] – Richard-Haizmann-Museum, Niebüll
- 2011  „gestalten, forschen und erfinden...“ –  VG-Initiative, Osnabrück
- 2010  „konstruktiv-konkret – zwei Generationen“ – Richard Paul Lohse | Regine Bonke [E] – Kunstquartier und VG-Initiative, Osnabrück
- 2010  6. Gabriele Münter-Preis (K) – Martin Gropius-Bau, Berlin und Frauenmuseum Bonn
- 2009  „Erzählen vom Denken im Raum“ [E] Verein künstlerischer Projekte – Bellevuesaal, Wiesbaden
- 2009  „Kennfaden Kunst“ (K) – Kulturzentrum Marstall Ahrensburg und Trittauer Wassermühle
- 2007  5. Gabriele Münter Preis (K) – Martin Gropius Bau, Berlin und Frauenmuseum Bonn
- 2005  „Gegenstände für den geistigen Gebrauch“ [E] – Museum für Kunst und Gewerbe Hamburg
- 2004 „NordKunst – Schleswig-Holstein im 20.Jh.“(K) – Nordfriesisches Museum, Husum
- 2004  Sønderjyllands Kunstmuseum, Tondern, (DK) und Kulturkirche St. Petri zu Lübeck
- 2004 „Facetten der Abstraktion“ – Angermuseum Erfurt
- 2003  Kunst-Museum Ahlen (K) [E]
- 2003 Schleswig-Holsteinisches Landesmuseum – Kloster Cismar (K)
- 2003  „10-zehn-X“ – Forum Konkrete Kunst, Erfurt (K)
- 2001  „Eigen-Sinn“ (K) [E] – Kulturforum Burgkloster zu Lübeck und Forum Konkrete Kunst, Erfurt
- 2001 Staatliche Kunstgalerie Zoppot (K), Polen

## Publikationen (Auswahl)
- Wolfram Morath in „R.B. – Die Irritation der Harmonie“, Katalog, Lübeck, 1993
- Roswitha Siewert in „Augenblicke“, Katalog, Lübeck, 1996
- Hajo Schiff in „R.B. – Die Lust der Vernunft“, Katalog, Hamburg, 1997
- Magnus Staak in „nordskulptur 2 - die dritte und vierte Dimension“, Kat., Neumünster, 1999
- Jens Rönnau in „Kunstforum international“, Bd. 147, S. 377, 1999
- Petra Bosetti in „art“, 7, Kunstmagazin, Hamburg, 7/2001
- Hans-Dieter Sommer „Askese und Sinnlichkeit“ in „R.B. – Eigen-Sinn“, Kat., Lübeck, 2001
- Heidi Bierwisch u. a. „10-zehn-X“ – Forum Konkrete Kunst, Katalog, Erfurt, 2003
- Uwe Haupenthal – R.B. in „NORD-KUNST Schleswig-Holstein im 20.Jh“, Neumünster, 2003
- Helmer-Heichele, Mond, Pitzen (Hrsg.) – R.B. in „Gabriele Münter Preis 2007“, Bonn 2007
- Marianne Pitzen(Hrsg.) – R.B. in „Die Rationale II“, Bonn, 2008
- Helmer-Heichele, Mond, Pitzen (Hrsg.) – R.B. in „Gabriele Münter Preis 2010“, Bonn 2010
- Helen Koriath (Hrsg.) – R.B. in „gestalten, forschen und erfinden...“, Katalog, Osnabrück, 2011
- Uwe Haupenthal in „R.B. – Aletheia“, Katalog, Verlag der Kunst Dresden, 2011
- Ingrid Scheller(Hrsg.) – R.B. in „AUF.WIND“, St.Georgen, Wismar, Katalog, Bonn 2011
- Dörte Beier, Caesar Bauer (Hrsg.) – R.B. in „Foto-Reflexionen 04“, Katalog, Schleswig, 2012
- Marianne Pitzen(Hrsg.) – R.B. in "Die Rationale III Bau + Raum", Bonn 2012
- Susanne Knorr – R.B. in „Blick zurück und voraus“ 20 Jahre Forum Konkrete Kunst, Erfurt, 2012
- Bente Sonne – R.B. in „Grenzlandausstellung 2013“, Katalog, Haderslev (DK), 2013
- Roswitha Steinkopf – R.B. „Landesschaukunstpreis 2013“, digitaler Katalog, Kiel 2013
- Regine Bonke „Nachbilder | Photographie“, Katalog, Kiel, 2014
- Bernd Brandes-Druba(Hrsg.) – R.B. in „entgrenzt“, Dokumentation der Kunstsammlungen der Sparkassenstiftung Schleswig-Holstein, Katalog Bd. 02, Kiel 2015
- Siebzig Jahre Gemeinschaft Lübecker Künstler, Almanach, Lübeck 2016
- Anne Thurmann-Jajes (Hrsg.) – R.B. in „Künstlerbücher für Alles“ – Zentrum für  Künstlerpublikationen, Weserburg, Bremen 2017
- Michael Fuhr, Museumsberg Flensburg (Hrsg.) – R.B. in „Glaube.Orte.Kunst“. Katalog, dt./dän., Flensburg 2017
- Hansestadt Wismar (Hrsg.) – R.B. in „Kunstraum St. Georgen“, Katalogbuch, Wismar 2017
- Hayo Heye und Jens Martin Neumann – R.B. in „Wo Kunst entsteht.  Künstlerateliers in Schleswig-Holstein“, Kiel 2018